# Jorge Enríquez (Fußballspieler)
Jorge Enríquez García (* 8. Januar 1991 in Mexicali, Baja California), auch bekannt unter dem Spitznamen Chatón, ist ein mexikanischer ehemaliger Fußballspieler, der wahlweise als Innenverteidiger oder im defensiven Mittelfeld eingesetzt wurde.

## Verein
Der in der nordmexikanischen Grenzstadt Mexicali geborene Chatón Enríquez durchlief den Nachwuchsbereich des Club Deportivo Guadalajara, bei dem er auch seinen ersten Profivertrag erhielt. Sein Debüt in der mexikanischen Primera División feierte er am 17. Februar 2010 beim 1:0-Sieg seiner Mannschaft in Pachuca.

## Nationalmannschaft
Jorge Enríquez gewann mit der mexikanischen U-20-Nationalmannschaft die CONCACAF U-20-Meisterschaft 2011 und nahm an der U-20-Fußball-Weltmeisterschaft 2011 teil, bei der Mexiko Dritter wurde. 2011 nahm er zudem mit Mexiko als Gastmannschaft an der Copa América 2011 in Argentinien teil und machte dort seine ersten drei Länderspiele. Mexiko schied aber nach der Vorrunde aus.
Im Sommer 2012 nahm er mit der Olympiamannschaft an den Olympischen Spielen in London teil, bei denen Mexiko zum ersten Mal die Goldmedaille gewinnen konnte. Er wurde in allen sechs spielen eingesetzt und erzielte im Viertelfinale gegen den Senegal das 1:0 (Endstand 4:2 n. V.). Im Finale gegen Brasilien gehörte er zu den besten Spielern und „unterband ihr flüssiges Spiel, behielt im Auge des Orkans stets die Übersicht und zog sein Team nach oben.“ Für Mexiko war dies die einzige Goldmedaille in London.

## Erfolge
- Goldmedaille bei den Olympischen Spielen in London 2012
- Bronzemedaille bei der FIFA U-20-Weltmeisterschaft 2011